# Malapterurus cavalliensis
Malapterurus cavalliensis är en fiskart som beskrevs av Roberts 2000. Malapterurus cavalliensis ingår i släktet Malapterurus och familjen Malapteruridae. Inga underarter finns listade i Catalogue of Life.